# Bissinose
Bissinose ou pulmão marrom é uma doença ocupacional causada pela poeira das fibras de algodão, que afeta principalmente pessoas que trabalham na indústria do algodão sem ventilação adequada e máscara de proteção. Essa pneumoconiose pode ser causada por endotoxinas das paredes celulares de bactérias gram-negativas que crescem no algodão ou por outros fatores.

## Sinais e sintomas
- Dificuldades respiratórias
- Aperto no peito
- Ruídos respiratórios
- Tosse

Pode evoluir para a uma Doença pulmonar obstrutiva crónica.

## Diagnóstico
O diagnóstico é feito com base na história clínica e radiologia. No Raio X, opacidades revelam áreas de fibrose pulmonar no parênquima. O Volume expiratório forçado no primeiro segundo (FEV1) é progressivamente reduzido.

## Tratamento
Trabalhadores afetados devem mudar de trabalho para que o pulmão se recupere. Seguir nessa área causa uma insuficiência respiratória progressiva que pode ser fatal. Corticoides inalados podem reduzir a inflamação do pulmão temporariamente, mas não curam a DPOC.